# Saint-Honoré-de-Shenley
Saint-Honoré-de-Shenley è un comune del Canada, situato nella provincia del Québec, nella regione di Chaudière-Appalaches.